# دي إن إيه بوليميراز 3 هولوإنزيم

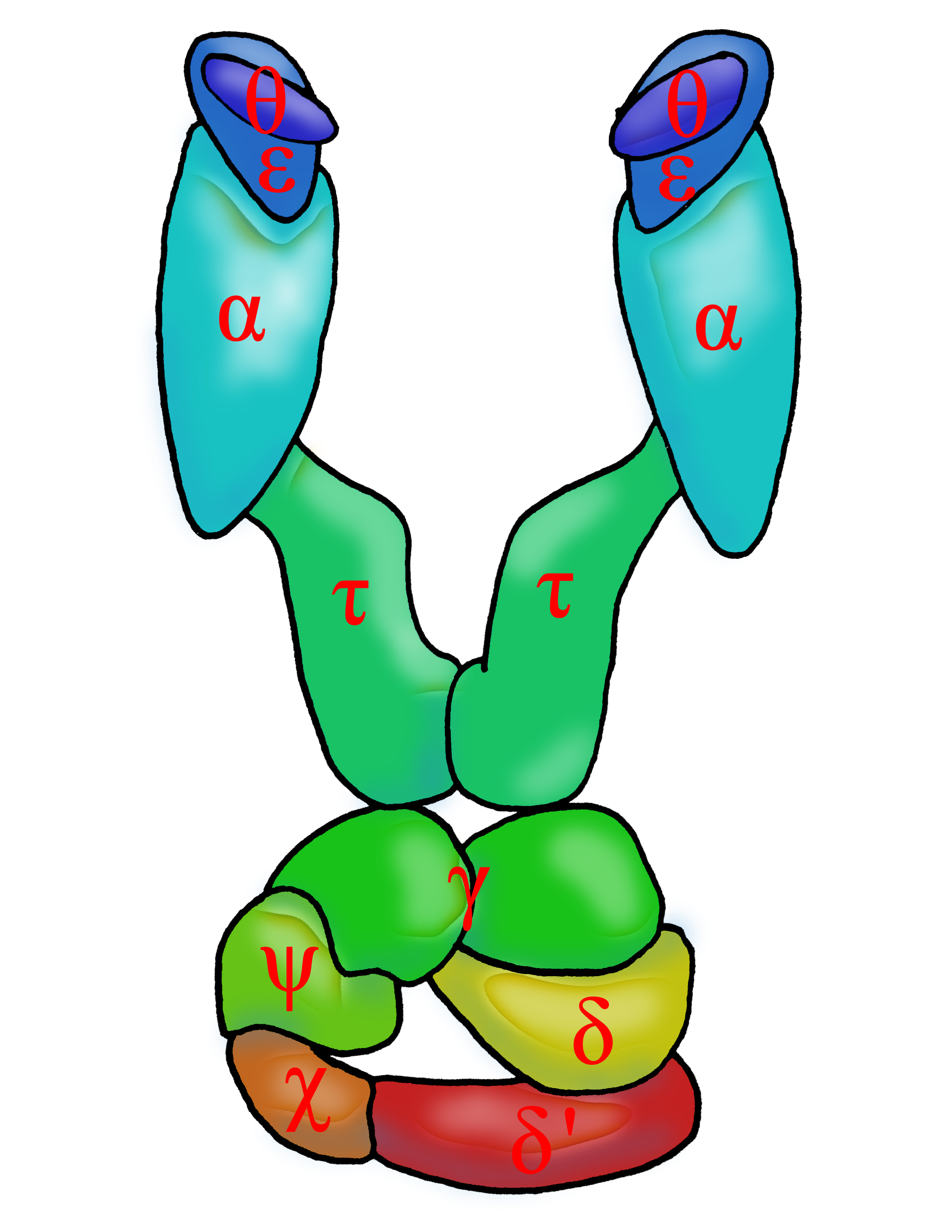
صورة تخطيطية لل دي إن إيه بوليميراز III* (مع الركائز المرتبطة به).

دنا بوليمراز 3 هولوإنزيم (بالإنجليزية: DNA polymerase III holoenzyme)‏ هو إنزيم المعقدة الأولية يشارك في أولية النواة لتكرار الحمض النووي . وقد اكتشف من قبل توماس كورنبرغ ومالكولم جيفتر في عام 1970. يحتوي المجمع على إنزيم التقدمية (processivity) عالية النسبة (أي أن عدد النيوكليوتيدات المضافة لكل حدث ملزمة)، ويشير على وجه التحديد إلى تكرار قولونية الجينوم، هذا الانزيم يعمل جنبا إلى جنب مع أربعة بلمارات أخرى في الحمض النووي وهي (بول الأول، بول الثاني، بول الرابع، وبول V). كونها عميم الإنزيم الأساسي المشاركة في النشاط المتماثل، وبول عميم الإنزيم DNA الثالث أيضا يقوم بتصحيح التجارب المطبعية للقدرات التي أخطاء في عملية النسخ المتماثل الصحيح عن طريق نشاط نوكلياز خارجية عمل 3 '→ 5'. الحمض النووي بول الثالث هو مكون من جسيم مكرر (replisome)، و يقع عند تقاسم النسخ المتماثل.

## مكونات الجسم المكرر
يتكون الجسيم المكرر في إنزيم دنا بولييراز 3 هولو مما يلي:
-2 DNA بول الانزيمات الثالث، يضم كل منها α، ε ومفارز θ.
-الوحيدات α (المشفرة بواسطة الجينات dnaE) لديه نشاط البلمرة.
-الوحيدات ε (dnaQ) لديها 3 '→ 5' النشاط نوكلياز خارجية.
0-الوحيدات θ (ثقب) يحفز الوحيدات ε انها تصحيح التجارب المطبعية.
-2وحدة β (dnaN) التي تعمل بمثابة انزلاق المشابك الحمض النووي، وأنها تبقي البلمرة منضمة إلى الحمض النووي.
- 2 τ حدات (dnaX) الذي يعمل على اثنين dimerize من الإنزيمات الأساسية (α، ε، وθ الوحدات الصغرى).
- 1γ وحدة (أيضا dnaX) الذي يعمل بمثابة رافعة المشبك للمتخلفة حبلا شظايا أوكازاكي، مما يساعد اثنين من مفارز β لتشكيل وحدة وربط الحمض النووي. وتتكون وحدة γ تتكون من 5 مفارز γ التي تشمل 3 مفارز γ، δ -1الوحيدات (حولا)، والوحيدات 1 δ '(holB). ويشارك في δ نسخ من ضفيرة المتخلفة.
Χ (holC) وΨ (الانتظار) التي تشكل مجمع 1:1 و ربط γ أو τ.

## رد الفعل
يجمع الحمض النووي بوليميريز الثالث أزواج قاعدة بمعدل حوالي 1000 من النيوكليوتيدات في الثانية الواحدة. يبدأ الحمض النووي في نشاط بول الثالث بعد الانفصال في أصل النسخ المتماثل. لأنه لا يمكن البدء في توليف الحمض النووي دي نوفو، وهو التمهيدي RNA، مكملة لجزء من الحمض النووي الذين تقطعت بهم السبل واحد، ويتم تصنيعه من قبل primase (وبوليميريز RNA):
("!" عن الحمض النووي الريبي، '"$" لDNA، "*" لالبلمرة)

## وصلات إضافية
- Overview at جامعة ولاية أوريغون
- DNA+Polymerase+III في المكتبة الوطنية الأمريكية للطب نظام فهرسة المواضيع الطبية (MeSH).